# Yoktometr
Yoktometr je jednotka délky. Její velikost se rovná 10−24 metru, jeho značka je ym. Je to nejmenší pojmenovaná fyzikální jednotka délky v soustavě SI. Velikost yoktometru je menší než rozměr atomu.

## Převody
- Větší: zeptometr (1000krát větší než yoktometr, 10−21 metru)
- Menší: Planckova délka (1,6×10−35 metru)